# Marie-Louise Pailleron
Pour les articles homonymes, voir Pailleron.
Marie-Louise Pailleron, née le 7 mai 1870 à Paris 7e, où elle est morte le 12 février 1951, est une écrivaine française et une historienne spécialiste de la période romantique et du XIXe siècle.

## Biographie
Fille d'Édouard Pailleron et de Marie Buloz (fille de François Buloz), Marie-Louise Pailleron fut une historiographe publiant dans la Revue des Deux Mondes sur des grands noms de la littérature française du XVIIIe et XIXe siècles, comme Mme de Staël ou George Sand. Elle a publié également des romans. 
Marie-Louise Pailleron épouse puis divorce de l'écrivain Jacques Bourget.
Elle a vécu au Château de Ronjoux en Savoie, où plusieurs écrivains ont également résidé, comme George Sand.
Elle reçoit en 1930 le Grand prix de littérature de l'Académie française pour l'ensemble de son œuvre.
Elle meurt le 12 février 1951 et est enterrée, aux côtés de son père, au cimetière du Père-Lachaise (89e division).

## Œuvres
- François Buloz et ses amis, quatre tomes, parus de 1919 à 1924 :

1. La Vie littéraire sous Louis-Philippe. Correspondances inédites de François Buloz, Alfred de Vigny, Brizeux, Sainte-Beuve, Mérimée, George Sand, Alfred de Musset, etc., Paris, Calmann-Lévy, 1919 (réédition chez Firmin-Didot en 1930)
2. La Revue des Deux Mondes et la Comédie Française. Correspondances inédites de George Sand, Alfred de Musset, Madame François Buloz, Bocage, Alexandre Dumas, Rachel etc., Paris, Calmann-Lévy, 1920
3. Les Derniers Romantiques, Paris, Librairie Académique Perrin, 1923
4. Les Écrivains du Second Empire, Paris, Librairie Académique Perrin, 1924

- Souvenirs de Miette [Mme Paul Bourget] recueillis par Marie-Louise Pailleron, Paris, Crès, 1919
- Le Coucou (roman), Paris, Arthème Fayard, 1926
- L'Enlèvement à la belle étoile. Histoire de M. de Saint-Géran, Paris, Plon, 1927
- Sainte-Beuve à seize ans d'après des carnets et des documents inédits, Paris, Le Divan, 1927
- La ratoune (roman), Paris, Plon, 1928
- Les Auberges romantiques, Paris, Firmin-Didot, 1929
- Chambéry, Paris, Émile-Paul frères (collection Portrait de la France), 1929
- Le Ruisseau de la rue du Bac, Paris, Firmin-Didot, 1930
- Pauline de Beaumont. L'hirondelle de Chateaubriand, Paris, éditions Excelsior, 1930
- Madame de Staël, Paris, Hachette (collection Les romantiques), 1931
- Si j'avais su (roman), Paris, Flammarion, 1933
- La Vicomtesse de Chateaubriand, 1935
- Les buveurs d'eau, Grenoble, Arthaud, 1935
- A la brebis sans tache, nouvelles, collection Renaissance de la nouvelle, Paris, Gallimard, 1936
- L'Affaire de West-Port, Paris, Albin Michel, 1937
- George Sand. Biographie et étude en trois tomes, tous parus chez Bernard Grasset (Paris) entre 1938 et 1953 :

1. Histoire de sa vie, 1938
2. Années glorieuses, 1942
3. George Sand et les Hommes de 48, 1953

- Le paradis perdu (Souvenirs d'enfance), Paris, Albin Michel, 1947